# Uliești
Uliești là một xã thuộc hạt Dâmbovița, România. Dân số thời điểm năm 2002 là 4548 người.